# Woodiphora longipalpis
Woodiphora longipalpis är en tvåvingeart som beskrevs av Ronald Henry Lambert Disney 1989. Woodiphora longipalpis ingår i släktet Woodiphora och familjen puckelflugor.
Artens utbredningsområde är Filippinerna. Inga underarter finns listade i Catalogue of Life.